# Поздрав са три прста
Поздрав са три прста, познат и као Српски поздрав, поздрав је који је изворно исказивао Свету Тројицу, данас се сматра за српски национални поздрав једном руком са спојеним (или раширеним) палцем, кажипрстом и средњим прстом.

## Поријекло

### Православна симболика
У српској и православној традицији, број три је изузетно важан. Православци се крсте са три прста, при чему три прста симболизују Тројство. Срби су кроз историју током заклетве користили три прста (скупљена) заједно са повицима „Свете ми Тројице” или „За крста часни и слободу златну” током формалних и вјерских догађаја. Поздрав се често изводио са обје руке, уздигнуте изнад главе. Српски сељаци су завршавали заклетву подизањем три прста на лице, а лице је било „фокус части” у балканским културама. Српска пословица каже „Нема крста без три прста”. Карађорђе Петровић је изабран за вођу српских устаника након што су сви подигли „три прста у ваздух” и заклели се на вијерност.
Три прста су сматрана симболом српства у 19. вијеку. Његош наводи „не остаде крста од три прста” када говори о исламизацији Срба, средишњој теми Горског вијенца. Слика Паје Јовановића, „Таковски устанак” (1888), приказује Милоша Обреновића како држи крсташ-барјак и поздравља са три прста. Срби католици у Дубровнику, који су подржавали идеју о Србима са три вјере (православна, католичка и исламска), критикују пансрбисте који су према њима само „заиста вјеровали оним Србима, који су се крстили са три прста”. Према краткој причи објављеној 1901. године говори о сусрету српског деспота са Силађијем, који је имао деспотова три прста која су одсјекли фрањевци након расправе о правилном начину кршћења. Српски епископ Николај Велимировић позвао је на српски поздрав у коме је три прста требало подићи уз поздрав „Тако нам Бог помогао!”. Године 1937. године, Велимировић је започео проповјед противећи се католичкој подршци раздвајању државе и вјере у Југославији са „Подигните три прста православни Срби!”.
Током Другог свјетског рата, Католичка црква у Независној Држави Хрватској тражила је да се Срби више не крсте са три прста. Једна усташка пјесма је носила назив „Неста крста са три прста”.

### Савремени облик
Прва популаризована употреба поздрава са три прста (одвојена) била је 1988. године, када су га Срби из Срема, Баната и Космета, користили за супротстављање Албанцима, Хрватима и Словенцима који су користили знак побједе, током Антибирократске револуције. Историчар Драган Петровић наглашава да Вук Драшковић није био „аутор” поздрава, него да велике заслуге припадају Мирку Јовићу и Јовану Рашковићу. Вук Драшковић, предсједник Српског покрета обнове, у интервјуу 2007. године је рекао да је поздрав први пут употребио 1990. године на оснивачком састанку странке, инспирисан сликом Паје Јовановића. Током Мартовских демонстрација у Београду 1991. године, Драшковићеве присталице су масовно користиле поздрав са три прста, представљају три захтијева које је СПО ставио пред владу.

## Коришћење
Током Југословенских ратова, поздрав је широко употребљаван као српски симбол. Српски војници су користили поздрав са три прста као знак побједе.
Према политикологу Анамарији Даткек Зегест, значај поздрава је вишестран: иако су га користили националисти, не може се монополизовати као такав; кориштен је без агресивних националистичких конотација, нпр. на спортским догађајима, Милошевићева опозиција, Борис Тадић на Љетним олимпијским играма 2008. године итд.
Поздрав често користе спортисти и навијачи током прославе побједе. Након освајања Европског првенства у кошарци 1995. године, цијела тадашња репрезентација Југославије подигла је три прста. Александар Ђорђевић је, подижући три прста, изјавио: „Нећемо да провоцирамо. Само — то је Србија, то смо ми, то сам ја — ништа више. То је мој понос”. Српски тенисер Новак Ђоковић је показивао три прста након добијања меча.
Поздрав користе чланови и присталице скоро свих српских политичких партија на својим скуповима током предизборне кампање. Може се видјети на свим врстама уличких демонстрација и прослава.
Умјетнички мурал који је 2015. године насликан на зиду школе у Умагу, уклоњен је због сличности са српским поздравом. Странци се упозоравају да не користе поздрав у Хрватској.
- Играчи и навијачи Српских белих орлова након побједе
- Изборна кампања Бориса Тадића 2012. године

### Ратни услови
Хрвати, Бошњаци и Албанци, који су се борили против Срба, сматрају поздрав са три прста провокацијом. Српски дневни лист „Политика” у чланку из 1998. године говори о „вишегодишњој демонизацији” поздрава, „који је већ ушао у каталог планетарних геста”, заједно са стиснутом шаком, испруженим дланом и знаком побједе.
Када су руске мировне трупе 1994. године ушле у Сарајево, поздрављали су српске снаге са три прста и због тога су били означени као просрпски настројени; Унпрофор је са три прста поздрављао Србе, а са два прста Бошњаке, показујући непристрасност на тај начин. Било је случајева када су несрпски заточеници били присиљени да користе поздрав. Током Рата у Хрватској, било је случајева у коме су масакрираним српским цивилима била одсјечена три прста десне руке. Крајишкој Српкињи коју је интервјуисао ратни дописник Миша Глени недостајала су три прста. Током Рата на Косову и Метохији, Албанци су напали српске избјеглице у НАТО конвоју када су показали три поздрав.